# Paasvuur

Benadering van de verspreiding van paasvuren in Nederland en Noord-Duitsland

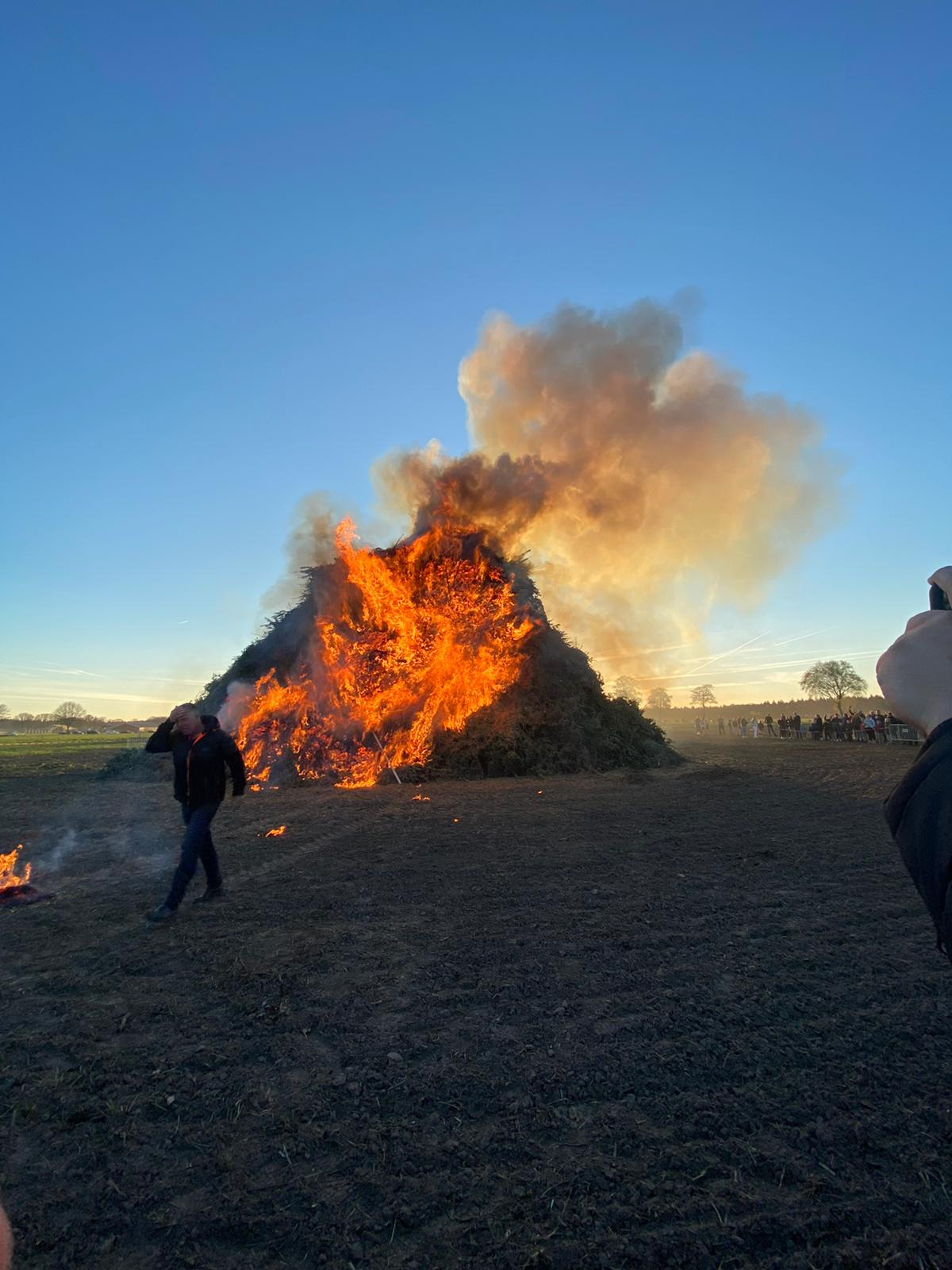
De poasboake van Ligtenberg in 2022 is zojuist aangestoken

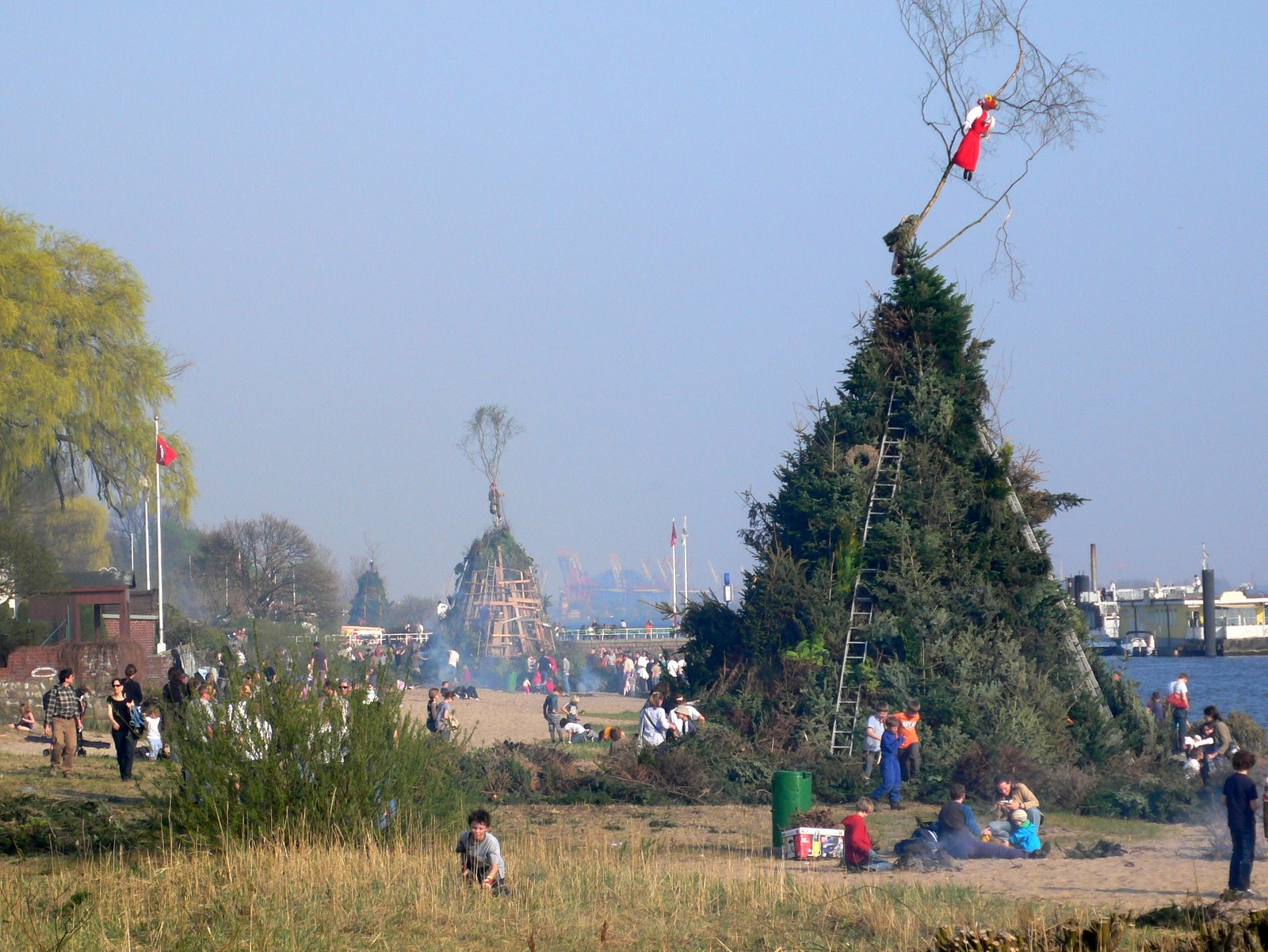
Voorbereidingen voor de drie paasvuren ("Osten", "Knüll" en "Viereck") aan de Elbe bij Hamburg-Blankenese

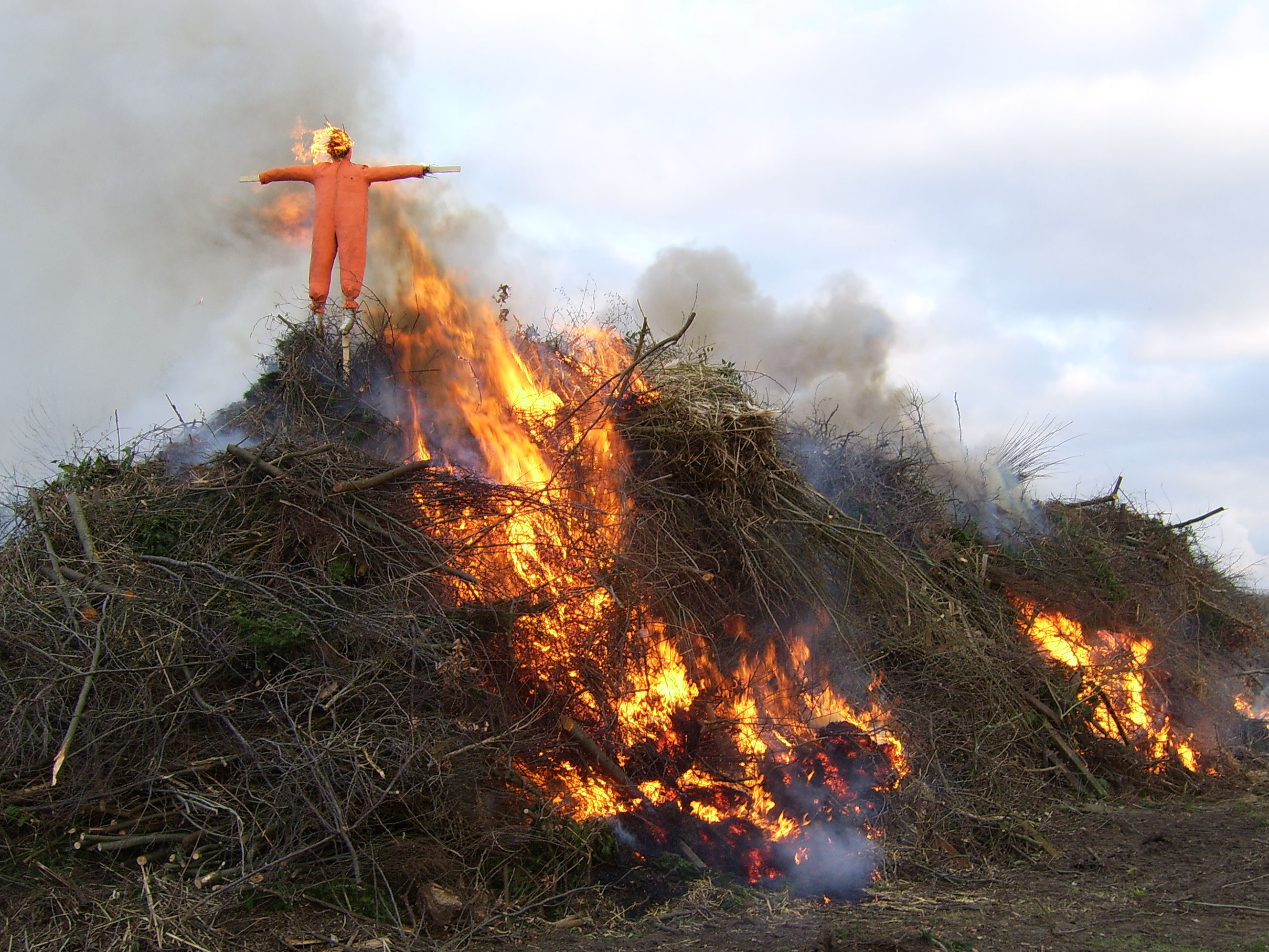
Bij het Osterfeuer in Seestermühe wordt een stropop verbrand

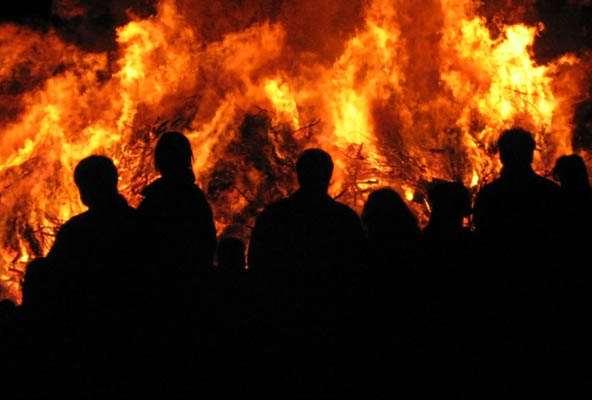
Mensen bekijken een paasvuur te Eibergen op eerste paasdag 2006

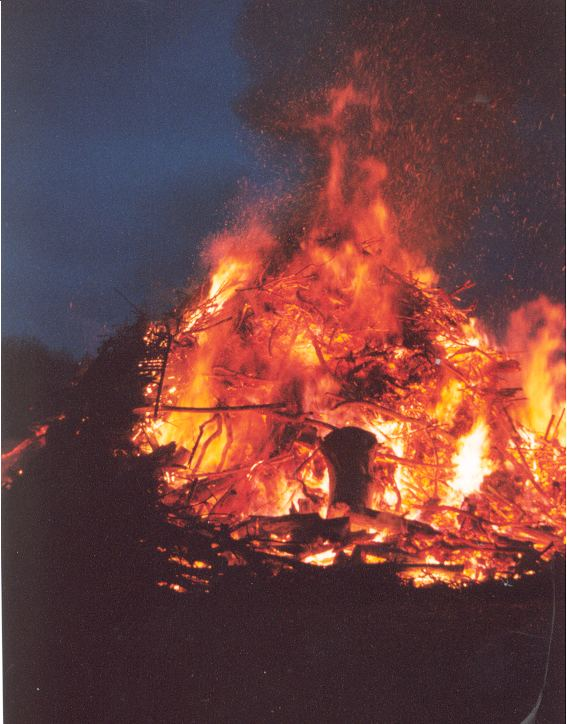
Paasvuur te Onstwedde op tweede paasdag 2004

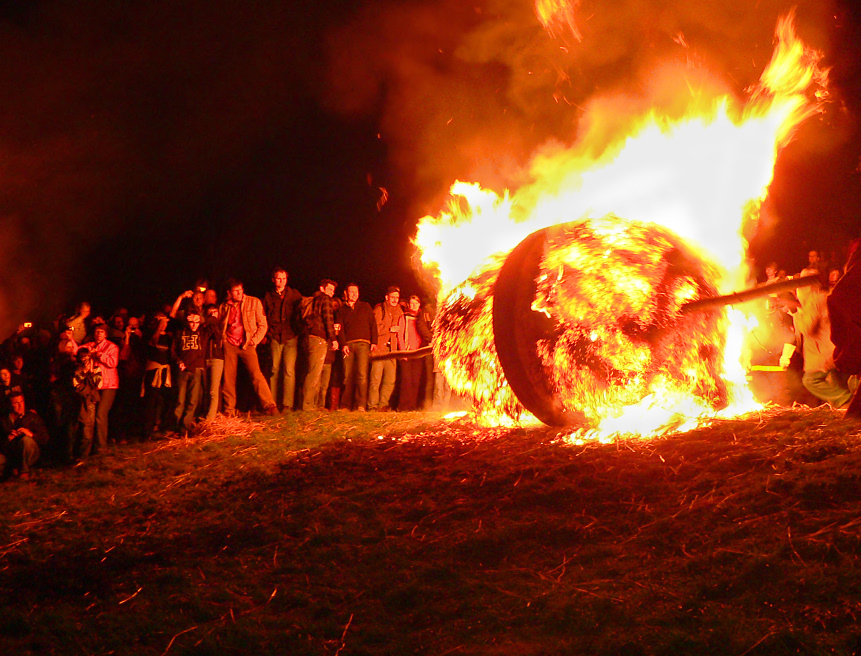
Brandend vuurwiel rolt van een heuvel tijdens Pasen in de stad Lügde, katholieke enclave binnen Lippe

Een paasvuur is een soort vreugdevuur dat als ritueel tijdens Pasen in delen van Europa wordt aangestoken. Hiervoor wordt hout verzameld en op een grote stapel gelegd, die soms tientallen meters hoog is. Als het duister invalt wordt het geheel aangestoken. Het spektakel trekt vaak veel toeschouwers en meestal is het een echt dorpsgebeuren.
De noordgrens van het gebied waarin dit volksgebruik plaatsvindt, loopt door Denemarken en de zuidgrens door Zwitserland en Oostenrijk. Het oosten van Nederland is de westgrens en de oostgrens loopt oostelijk van de Harz. Maar ook buiten dit gebied worden paasvuren ontstoken.
Het paasvuur is waarschijnlijk van voorchristelijke origine (mogelijk uit de Oudsaksische godsdienst en de Germaanse mythologie of overgenomen van andere Indo-Europeanen), maar kreeg later na de kerstening een christelijke invulling als het licht van Pasen en teken van de Verrijzenis van de Zoon van God, het licht der wereld. Oorspronkelijk vaak een eerbetoon aan de godin Ostara op haar gewijde offerplaatsen, werd het vuur een symbool van de overwinning op de dood door Christus' Verrijzenis met Pasen. In Duitsland wordt op de paasvuren ook een pop of figuur als Judas Iskariot symbolisch verbrand. In twee steden in Duitsland zijn nog de Germaanse vuurraderen van de nachtevening gebruikelijk die aan het nog algemener verspreide paasvuur verwant zijn: brandende houten raderen worden van een berg afgerold.
Op Stille Zaterdag wordt tijdens de paasvigilie uit een steen vuur geslagen voor de kerken (Latijnse ritus) als symbool van het licht van de Verrijzenis.

## Geschiedenis
Het aansteken van een paasvuur is een oud gebruik waarvan verondersteld wordt dat het een voorchristelijke oorsprong heeft. Paasvuren zijn in elk geval sinds 1559 uit schriftelijke bronnen bekend. Het paasvuur wordt in verband gebracht met Ostara. Het paasvuur (vuur en rook) zou voor vruchtbaarheid zorgen. Mensen sprongen door het vuur of werden (net als de veestapel) tussen vuren geleid. Ook vonden wilde dansen rond het vuur plaats en werd er veel gedronken. Wilde uitspattingen vonden plaats.
Ook bestaat de mogelijkheid dat de paasvuurtraditie is terug te voeren op de crematie van Julius Caesar tijdens het joods paasfeest in 44 voor onze jaartelling.

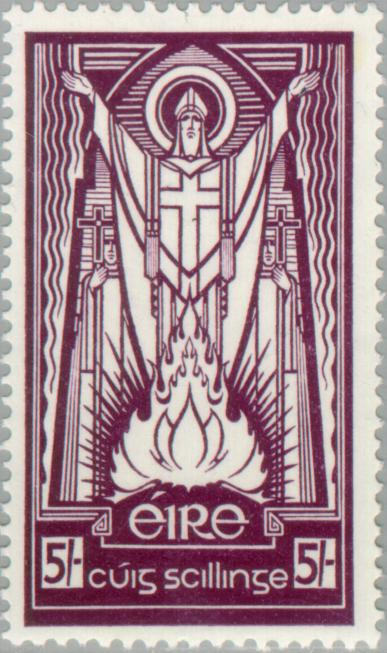
Saint Patrick, de nationale beschermheilige van Ierland treft voorbereidingen voor een paasvuur, postzegel uit 1937

In de 17e eeuw werden er in het protestantisme pogingen ondernomen om deze traditie te beëindigen. Paasvuren werden verboden, maar toen dat niet bleek te helpen werden de paasvuren gekerstend. De Kerk maakte van het paasvuur het aansteken van de paaskaars. Ook vonden wijdingen van het paasvuur plaats. maar kreeg later na de kerstening een christelijke invulling als het licht van Pasen en teken van de Verrijzenis van de Zoon van God, het licht der wereld. In Duitsland wordt op de paasvuren ook een pop of figuur als Judas Iskariot of een heks symbolisch verbrand.
Op een postzegel uit Ierland is Saint Patrick te zien die voorbereidingen treft voor een paasvuur. Deze postzegel is gewijd aan de kerstening van Ierland in de 5e eeuw.
In 1959 kreeg het paasvuur van Lunteren geen vergunning, omdat predikanten van hervormde en gereformeerde kerk het in strijd met de geest van het paasfeest vonden door de heidense afkomst. Op het laatste moment werd echter toch toestemming gegeven. Door de aandacht in de media kwamen er meer dan tienduizend toeschouwers naar Lunteren.
De paasvuren bleven ondanks de kerstening bestaan, alhoewel de betekenis en rituelen aangepast werden aan de tijd. In bepaalde gevallen werd het aansteken van het paasvuur, na een tijd van afwezigheid, in ere hersteld.
Tijdens de Tweede Wereldoorlog werden paasvuren tussen zonsondergang en zonsopkomst verboden. Toch bleef na dit verbod het gebruik van het aansteken van een paasvuur in veel gebieden bestaan.
Aan het eind van de 20e eeuw kwam het paasvuur onder druk te staan door strenge milieuvoorschriften. De bergen snoeihout werden inmiddels aangevuld met verzameld zwerfafval, maar ook met bijvoorbeeld autobanden en ander materiaal. Een verbod op paasvuren bleek echter niet overal haalbaar. In de meeste plaatsen resulteerde dit in gemeentelijke bepalingen die onder andere voorschrijven dat alleen snoeihout op de paasvuurbult gelegd mag worden. Ook werden paasbulten vlakbij bebouwing verboden, dit resulteerde niet zelden in een reusachtige paasbult op een centrale plek. Vaak helpt de overheid hierbij, door het beschikbaar stellen van snoeihout en het beschikbaar stellen van brandweer en politie. Tegenwoordig kijkt het publiek alleen naar het vuur, het vuurspringen en wilde uitspattingen blijven (vaak) achterwege.
De paasvuren worden soms bedreigd, er wordt geprobeerd de paasbulten voortijdig in brand te steken. Daarom wordt bij bepaalde vuren de wacht gehouden. Af en toe lukt het toch het paasvuur voortijdig te ontsteken.

## Nederland
De grootste verspreiding van paasvuren beslaat ruwweg het gebied waar vroeger de Saksen woonden en waar nu nog Nedersaksisch wordt gesproken. Het gebruik van paasvuren is echter niet tot dit gebied beperkt. Ook in onder andere Beieren en in Oostenrijk komen paasvuren voor, evenals in Zweden. In Nederland zijn de meeste vuren in Drenthe, Groningen, Overijssel en Gelderland. Maar ook in Friesland (voornamelijk in de Stellingwerven) en in het noordoosten van Noord-Brabant en het noorden van Limburg komen paasvuren voor. Het bekendste zijn de Twentse vuren (Boakebraandn) vanwege de geringe afstand van vuur tot vuur.
In het Saksische oosten van het land en het zuiden van Drenthe worden de vuren op eerste paasdag aangestoken, in de rest van Drenthe en Friesland gebeurt dit juist op tweede paasdag, alhoewel dit ook in Noord-Overijssel en op de Veluwe wel voorkomt.
In Huissen wordt een duivelspop (Judas) verbrand tijdens het paasvuur.

### Paasberg en paasweide
Paasbergen en paasweiden komen (of kwamen) in veel gebieden voor, zoals in Arnhem (zie Paasberg (Arnhem)), Tiel, Wageningen, bij Oldenzaal (zie Paasberg (Overijssel)) en Terborg (zie paasberg (Terborg)). Bij enkele paasbergen gaat het om een prehistorische grafheuvel.
In Denekamp wordt een boom (de paasstaak, een spar) gehaald bij Singraven en deze boom wordt naar de paasweide gesleept. Daar wordt er een teerton aan gehangen. Na het opzetten van de boom wordt hij door Judas verkocht. De teerton wordt samen met het paasvuur in brand gestoken. In Tilligte wordt eenzelfde ritueel opgevoerd.

### Paasbult en keuring
Het hout wat verzameld wordt, vormt de paasbult (ook wel peaskebult(e) of poasbult genoemd), baak (of boak(en)) of paasstapel. Het verzamelen van het hout wordt ook poasboeske hoaln genoemd. Soms worden paasliederen of bedelliedjes gezongen tijdens het inzamelen van brandbaar materiaal. Men ging rond bij boerderijen en haalde de troep die bij de grote schoonmaak tevoorschijn kwam op.
In sommige gebieden vormt de meiboom (of paasstaak) een vast onderdeel van de paasbult.
Soms vindt er een keuring van de paasbulten plaats, waarbij de mooiste paasbult een prijs wint.

### Vlöggeln en poaskearls
In Ootmarsum komt het vlöggeln (vleugelen) voor. Men verzamelt zich op de paasweide en trekt zingend door de straten van het stadje naar het marktplein. 's Avonds wordt dan het paasvuur op de paasweide ontstoken. Op paasmaandag herhaalt zich alleen de rondgang met zang. De poaskearls (paaskerels) spelen bij de festiviteiten een grote rol.

### Wetgeving
Vanwege de veiligheid, de volksgezondheid en de milieuvervuiling zijn paasvuren gebonden aan wet- en regelgeving. Omdat giftige stoffen in de grond kunnen lekken zijn organisaties soms verplicht om beton te storten op de plek waar ze willen gaan stoken. De stikstofcrisis (sinds 2019) legde de uitstoot van stikstof aan banden. Door droogte en daardoor groot risico op natuurbranden kunnen paasvuren soms niet doorgaan, zoals tientallen paasvuren in 2019, terwijl in 2020 vanwege de coronacrisis in Nederland alle evenementen moesten worden afgelast. Ook zijn er verschillende incidenten geweest zoals de Vonkenregen van Scheveningen (jaarwisseling 2018–19) en grote smog-, stank- en rookoverlast van de paasvuren in Duitsland en Nederland (april 2019) waardoor gemeenten strengere eisen aan de veiligheid en volksgezondheid zijn gaan stellen. Door deze en andere omstandigheden (zoals financiën en tekort aan vrijwilligers) is de toekomst van paasvuren in Nederland onzeker geworden en zullen verschillende lokale tradities wellicht verdwijnen.

#### Milieuvervuiling
Bij de verbranding van hout komen verschillende schadelijke stoffen vrij, zoals fijnstof, dioxines, PAK's, benzeen en koolstofmonoxide (CO). Stichting Houtrookvrij berekende in 2017 dat het Espelose paasvuur 11 ton fijnstof produceerde, evenveel als een vrachtwagen die 1700 keer de wereld rondrijdt zou uitstoten (67,5 miljoen kilometer). Op verzoek van de stichting onderzocht het Rijksinstituut voor Volksgezondheid en Milieu (RIVM) in 2018 voor het eerst wat alle vreugdevuren in Nederland (vooral paasvuren, maar ook jaarwisselingsvuren, Luilakvuren en meer) samen jaarlijks uitstootten en concludeerde dat dit 0,5% van alle fijnstof was, vergelijkbaar met de fijnstofuitstoot van vuurwerk met oud en nieuw. Houtrookvrij pleitte daarom voor een verbod op paasvuren; het RIVM benadrukte dat dat een bevoegdheid is van gemeenten.

## Grootste paasvuur ter wereld

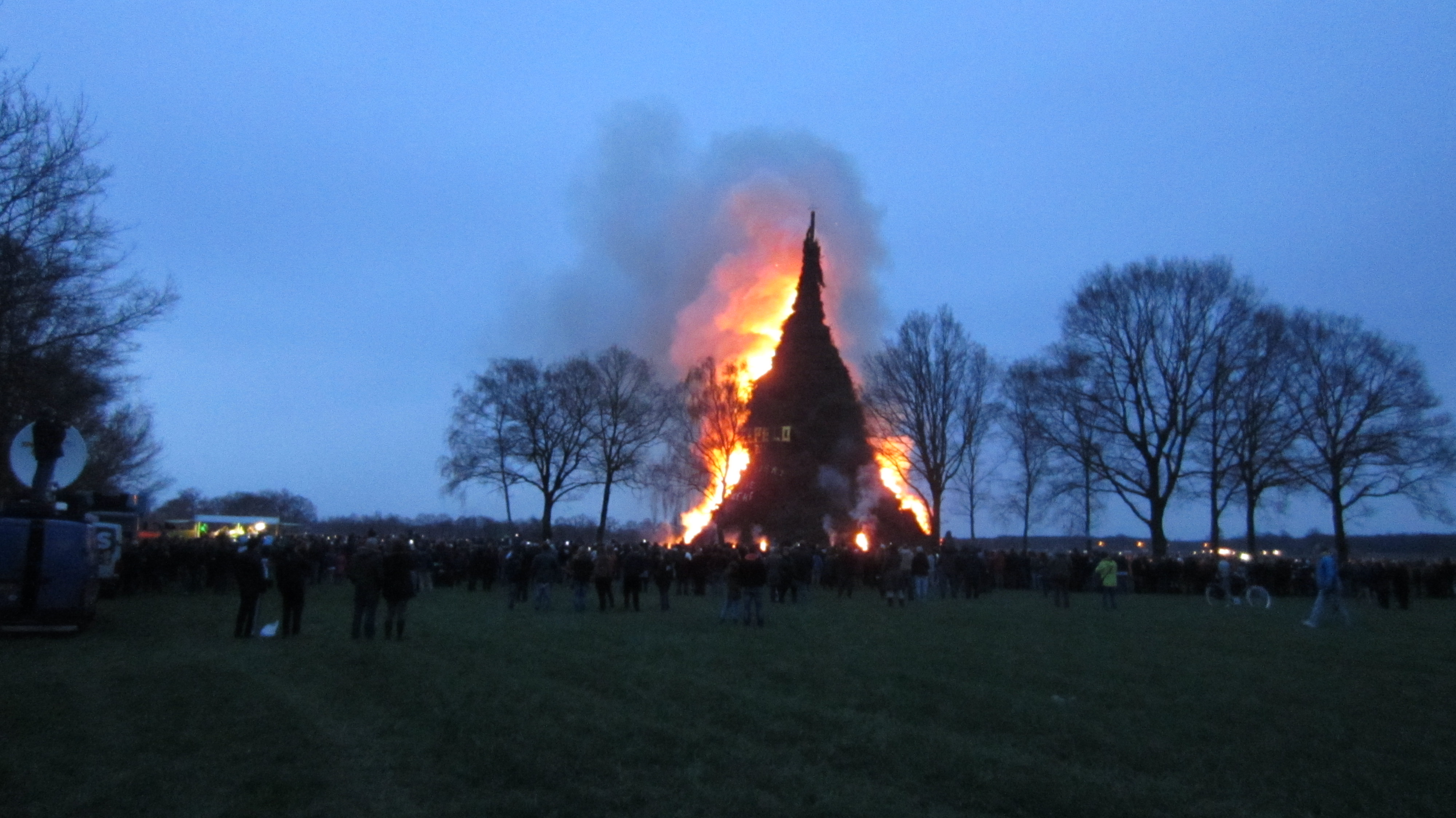
Paasvuur Espelo 8 april 2012

Het wereldrecord van het grootste geheel met de hand gebouwde paasvuur staat op naam van de Holtense buurtschap Espelo met een hoogte van ruim 27 meter kaphout van de Holterberg. Dit record stamt uit 1987. Espelo houdt ieder jaar samen met Dijkerhoek, Holterbroek, Ligtenberg en de Beuseberg een strijd om het grootste en het mooiste paasvuur. Deze paasvuren worden geheel met de hand gebouwd, waarbij het is toegestaan om maximaal 4,5 meter met de kraan te bouwen. Hiervoor stond het record van het hoogste paasvuur ter wereld op naam van Lochuizen, waar in 1985 een paasvuur van ruim 16 meter werd gebouwd.
In 2012 bouwde Espelo een paasvuur van 45,98 meter hoogte en stuurde het deze prestatie in als record naar het Guinness Book of Records. De geschatte omtrek van dit paasvuur was 160 meter. Het vorige record stamde uit 2005 en was van een paasvuur in Slovenië van meer dan 43 meter hoog.

## Varianten
In sommige delen van Europa brandt het paasvuur niet op eerste of tweede paasdag, maar op de voorafgaande zaterdag, Stille Zaterdag.
Ook op Texel worden in de lente grote vuren ontstoken, alleen dan niet met Pasen, maar op de vooravond van 30 april op 1 mei, of 29 april op 30 april indien 30 april op een zondag valt. Deze vuren worden meierblissen (ook wel meijerblissen of meiblitsen) genoemd. Dit gebeurde ook op andere plaatsen.
Noord-Friesland in Duitsland kent op 21 februari een soortgelijk gebruik, het biikebrennen.